# Mardagana Burtuqala
Mardagana Burtuqala (tiếng Ả Rập: مردغانة برتقالة) là một ngôi làng Syria nằm ở Sinjar Nahiyah ở huyện Maarrat al-Nu'man, Idlib. Theo Cục Thống kê Trung ương Syria (CBS), Mardagana Burtuqala có dân số 531 trong cuộc điều tra dân số năm 2004.